# لغات بربادوس

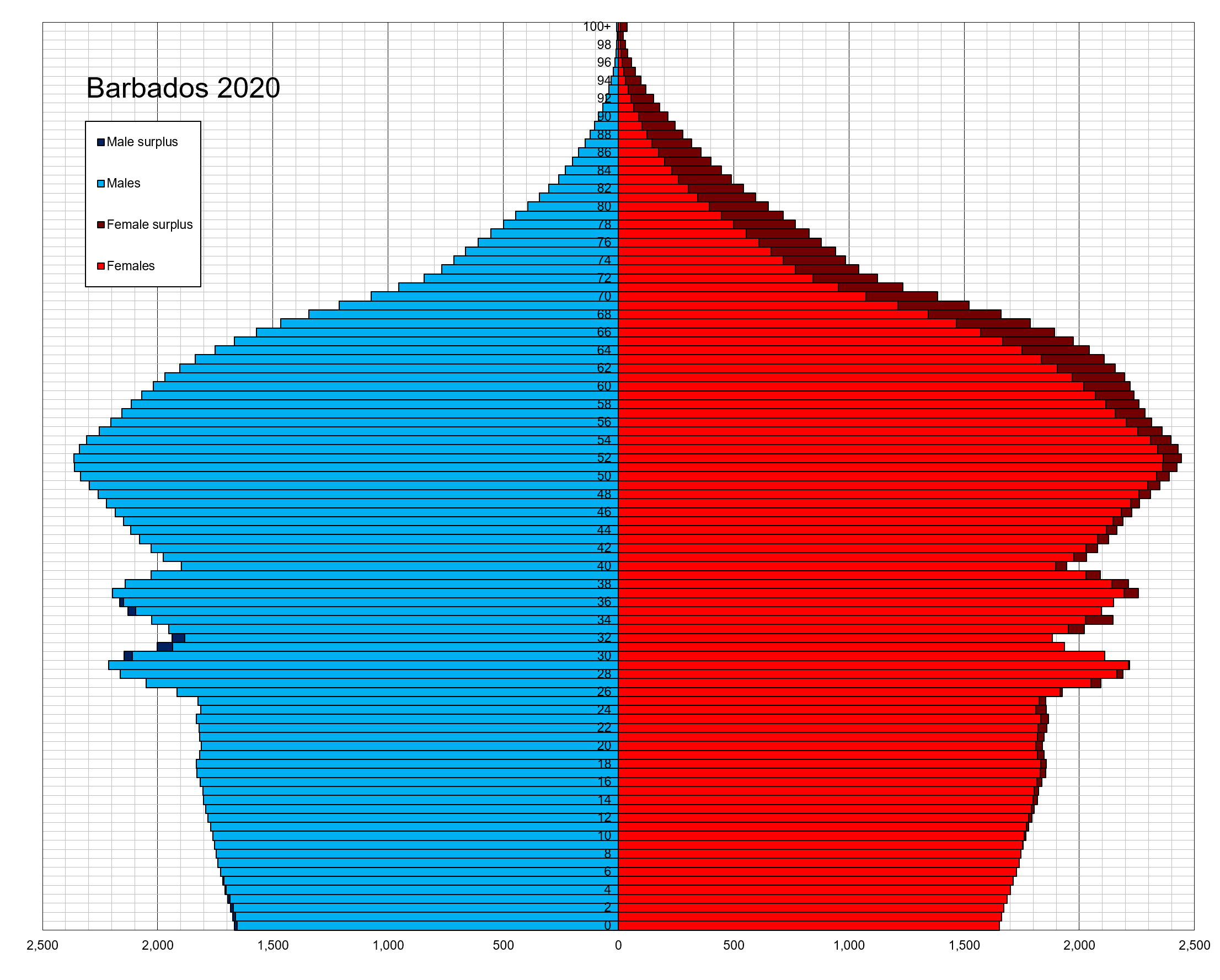

بربادوس هي جزيرة كاريبية تتبع الكومنولث البريطاني، لغتها الرسمية هي الإنجليزية كما أن البوجبوري الهندية واسعة الإنتشار.